# Deinacrida fallai
Il weta gigante (Deinacrida fallai Salmon, 1050) è un ortottero della famiglia Anostostomatidae, endemico della Nuova Zelanda.
Le dimensioni della specie derivano come per altre specie correlate, anch'esse viventi nella Nuova Zelanda, da gigantismo insulare.

## Biologia
Vive circa due anni e depone 200-300 uova per volta.

## Distribuzione e habitat
È stato rinvenuto solo nelle Isole Poor Knights.

## Conservazione
La Lista rossa IUCN classifica Weta gigante come specie vulnerabile.